# Conjunt planetari Ravigneaux

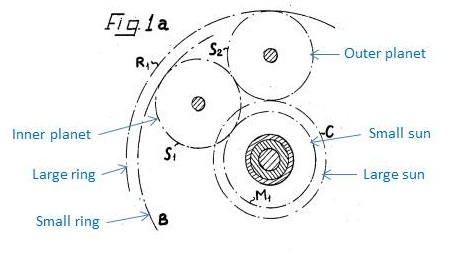
A partir de la sol·licitud de patent es mostra en negre, amb anotacions de la Viquipèdia en blau

El conjunt planetari de Ravigneaux és un conjunt d'engranatges planetaris doble, inventat per Pol Ravigneaux, que va presentar una sol·licitud de patent el 28 de juliol de 1949 a Neuilly-sur-Seine, França. Aquest conjunt d'engranatges planetaris, utilitzat habitualment en transmissions automàtiques, està construït a partir de dues parelles d'engranatges, anell-planeta i planeta-planeta.
El conjunt Ravigneaux té dos engranatges solars, un engranatge solar gran i un engranatge solar petit, i un portador planetari únic, que inclou dos conjunts d'engranatges planetaris, planetes interiors i planetes exteriors. El portador és un sub-conjunt, però té dos radis per unir -se amb els planetes interiors i exteriors, respectivament. Els dos conjunts d'engranatges planetaris giren independentment del portador, però co-giren amb una relació fixa d'engranatges els uns dels altres. Els planetes interiors s'uneixen amb l'engranatge solar petit i co-giren a una relació fixa d'engranatges respecte d'aquesta. Els planetes exteriors s'uneixen amb l'engranatge solar gran i co-gira amb una relació d'engranatges fixa respecte a ell. Finalment, l'engranatge anular també s'uneix i co-gira amb els planetes exteriors en una relació fixa d'engranatges respecte a ells.

## Trens d'engranatges planetaris

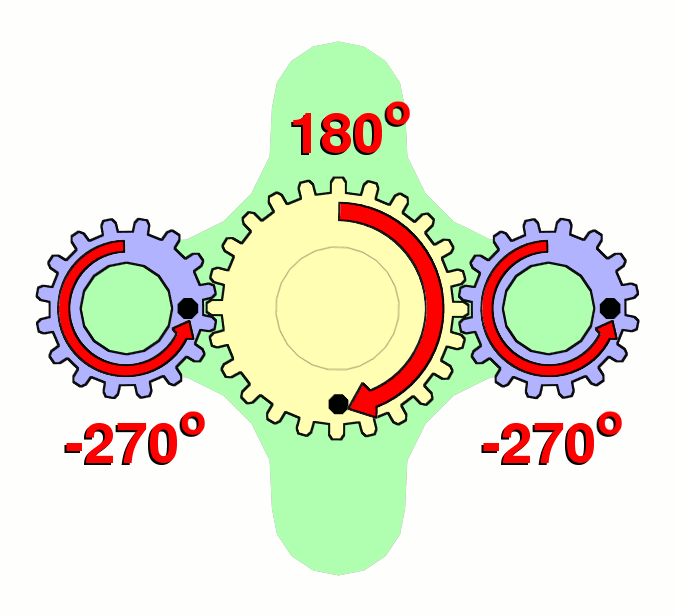
Il·lustració d'un tren simple d'engranatges planetaris, amb l'engranatge solar en groc, els planetes en blau i el portador en verd. L'engranatge anular no es mostra.

A diferència d'un Ravigneaux, un tren d'engranatges planetaris simple té dos engranatges concèntrics, amb un o més planetes que omplen el buit entre aquests engranatges i un braç portador dels planetaris. Normalment, l'engranatge concèntric de menor diàmetre té dents externes i s'anomena engranatge solar, i l'engranatge concèntric més gran té dents internes i s'anomena engranatge anular. El braç portador s'anomena generalment portador planetari. Els engranatges del planetari normalment no s'acoblen directament, deixant tres components directament acoblats:
1. Engranatge solar
2. Engranatge anell
3. Portador planetari

Això proporciona dues entrades i una sortida. Normalment, en una transmissió automàtica, un component es manté fix, mentre que un altre component és d'entrada, i el component restant s'utilitza per a la sortida. Si s'escull un conjunt de components per al manteniment, entrada i sortida, l'engranatge planetari augmentarà o disminuirà la velocitat i permetrà canviar de direcció.

## Invenció de Ravigneaux
El conjunt Ravigneaux és una millora respecte les transmissions planetàries d'automòbils anteriors (com la Simpson, que té dos engranatges planetaris complets). Tal com es va inventar originalment, el conjunt Ravigneaux posa dos trens d'engranatges planetaris en un únic portador planetari. Disposa de dos engranatges solars, dos engranatges anells i dos conjunts d'engranatges planetaris en un engranatge portador solar. L'ús d'un únic transportador fa que el conjunt Ravigneaux sigui més petit, més lleuger i menys costós de fabricar, perquè el transportador sol ser la part més gran i cara d'un engranatge planetari.
La sol·licitud de patent original va proposar que s'utilitzessin embragatges electromagnètics en la transmissió. L'any de la patent era el 1949, època en què la tecnologia hidràulica operada per pressió estava menys desenvolupada. Alguns anys més tard, quan els Ravigneaux van entrar en producció a la Ford Motor Company, es van fer servir frens i embragatges de banda accionats hidràulicament.

## Exemple de Ravigneaux: Ford FMX
Les fotos de la dreta mostren el transportador planetari d'una transmissió automàtica Ford FMX. El portador planetari és la part central d'un conjunt d'engranatges planetaris. No es mostren els dos engranatges solars, anomenats primaris i secundaris, que giren dins del portador. No es mostra tampoc l'engranatge anular, també anomenat "anul·lus", que té les dents internes encaixades al voltant del portador. La força d'entrada s'aplica a un o als dos engranatges solars i la força de sortida es pren de l'engranatge anular, que fa girar l'eix motriu.
La transmissió FMX es controla a través de dos embragatges anomenats embragatges anterior i posterior, i dos frens de banda, anomenats bandes anterior i posterior. Els embragatges i bandes funcionen per pressió hidràulica. En aquest cas, anterior significa el més proper al motor. Quan s'apliquen, els embragatges connecten un component de rotació al motor, fent que el component giri i les bandes retenen el component, evitant que giri. L'embragatge anterior controla la potència a l'engranatge solar principal. L'embragatge posterior controla l'alimentació a l'engranatge secundari. Donant peu a confusió, la banda que subjecta l'embragatge posterior s'anomena banda frontal. La banda posterior conté el portador planetari.

### Planetes interiors i exteriors
Un engranatge Ravigneaux és com un conjunt d'engranatges planetaris senzill, excepte que cada engranatge planetari es substitueix per un conjunt de tres engranatges, tots del mateix portador. A la foto de l'esquerra es veuen els tres engranatges d'un conjunt. L'engranatge que hi ha a la part dreta d'aquesta foto està lleugerament més lluny cap al centre del portador que l'engranatge amb el qual es troba a l'esquerra. Els engranatges de l'esquerra i de la dreta giren en sentit contrari. Només el planeta exterior encaixa amb l'engranatge. L'engranatge primari (solar petit) encaixa amb els planetes interiors, i l'engranatge secundari (solar gran) encaixa en amb els engranatges que giren amb els planetes exteriors.
La foto més a la dreta mostra l'altra cara del portador. Dels dos engranatges que es mostren, el de la dreta es troba lleugerament més lluny del centre del portador, permetent encaixar amb l'engranatge anular.
En general, un conjunt Ravigneaux es pot configurar amb cadascun dels tres engranatges del conjunt amb un nombre diferent de dents, però en el Ford FMX, els tres tenen 18 dents. Els múltiples planetes, que giren en el sentit contrari i encaixen amb diferents engranatges solars, donen al conjunt Ravigneaux la possibilitat de proporcionar múltiples velocitats i marxa enrere, amb només un conjunt d'engranatges planetaris. El Ford FMX de la foto té tres velocitats cap endavant i marxa enrere.